# General Carrera-tó
A két ország területére átnyúló, Chilében General Carrera-tónak, Argentínában Buenos Aires-tónak nevezett állóvíz Dél-Amerika második legnagyobb tava (a Titicaca-tó után). Az 1883-ban Carlos Moyano által felfedezett tó chilei nevét José Miguel Carrera tábornok függetlenségi hősről, argentin nevét az innen több mint 1700 km-re levő fővárosról, Buenos Airesről kapta. A tevelcse indiánok Chelenkónak nevezik a tavat, ez a szó „felkavart, örvénylő, zúgó vizet” jelent.

## Földrajz
A tó az Andok hegyei között nyúlik el 152 km hosszan, amely hosszból 108 km Chiléhez, 44 km Argentínához tartozik. Legnagyobb szélessége 26,7 km. 2240 km²-es területéből 1359 (több mint 60%) tartozik Chiléhez, 881 Argentínához. Előbbi részének partvidéke sokkal tagoltabb, több kis sziget is van benne, míg utóbbi területen a tó szélesebb. A határvidék északi oldalán egy nagy, kettéágazó öböl található, a tó egyik északkeleti csücskében pedig egy 1,2 km hosszú bemélyedésben egy kisebb tó, a Busi-tó választódott le, igaz, az ezt a nagy tótól elválasztó kavicsos fövenyt egy összekötő csatorna szakítja meg, amelyet a hullámzás hol megnyit, hol elzár. A tó legnagyobb mélysége 590 méter, így a Föld legmélyebb tavainak egyike. Vizét a Baker folyó vezeti le a Csendes-óceánba. Partjai többnyire kavicsosak, a Hudson vulkán 1991-es kitörése során rengeteg habkő is felhalmozódott a környéken.
Déli partján, ahol az argentin 43-as és a chilei 265-ös út vezet, a határ két oldalán két település épült fel: Chile Chico és Los Antiguos. Északkeleti nagy öblének nyugati részén, Chilében található egy kis kikötő, Puerto Ingeniero Ibáñez is.

## Turizmus
Legfőbb turisztikai látnivalója a chilei oldalon, Puerto Río Tranquilo közelében található úgynevezett Márványkápolnák (Capillas del Mármol) nevű hely, ahol a part mentén mintegy 300 méteres hosszon a szél és a víz által okozott erózió a sziklába látványos alakzatokat, barlangokat vájt. Ez a képződmény a szárazföldről nem közelíthető meg, sőt, nem is látható, csak a víz felől. A környéken lehetőség van túrázásra, lovaglásra, horgászatra és csónakos kirándulásokra is.

## Élővilág
A tó vize igen tiszta, átlátszó, kevés növény él benne. Halai közül jelentős a sebes pisztráng, a szivárványos pisztráng, az Odontesthes hatcheri nevű kalászhalalakú, a Galaxias maculatus nevű bűzöslazac-alakú és a Percichthys trucha nevű sügéralakú. Emellett előfordulnak rákok, kérészek, puhatestűek és többféle rovar is.

## Képek

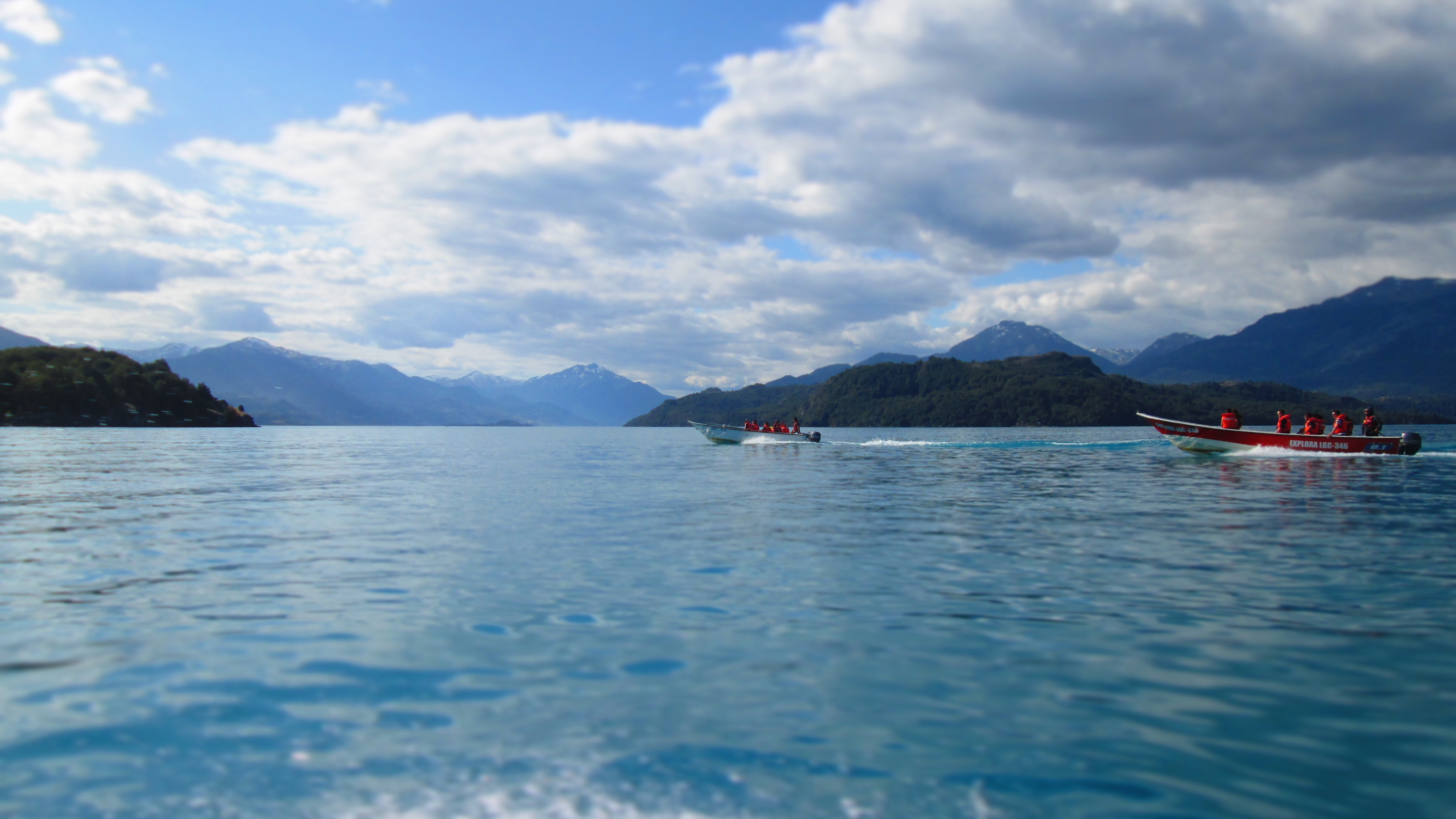
Látkép
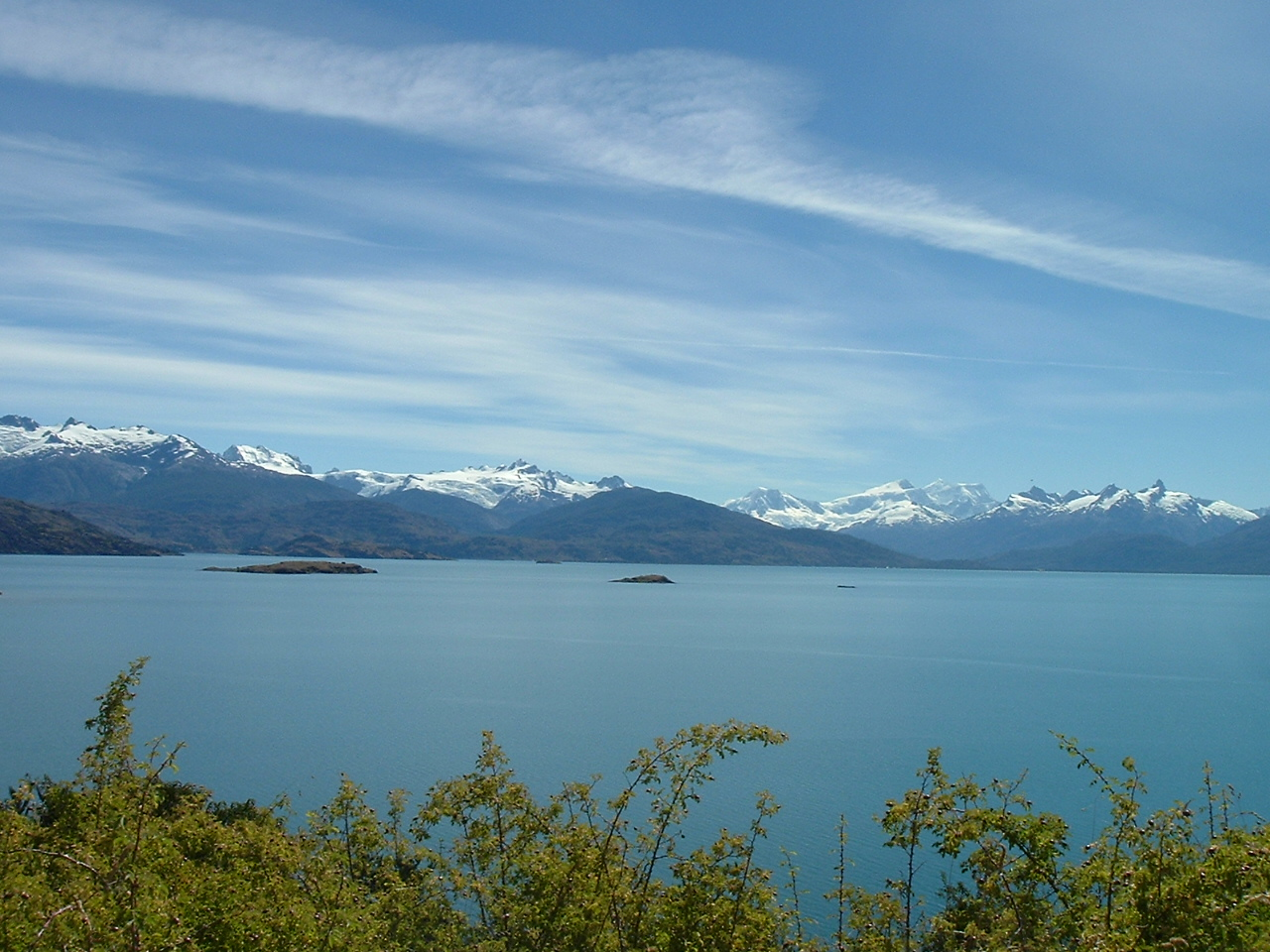
Látkép
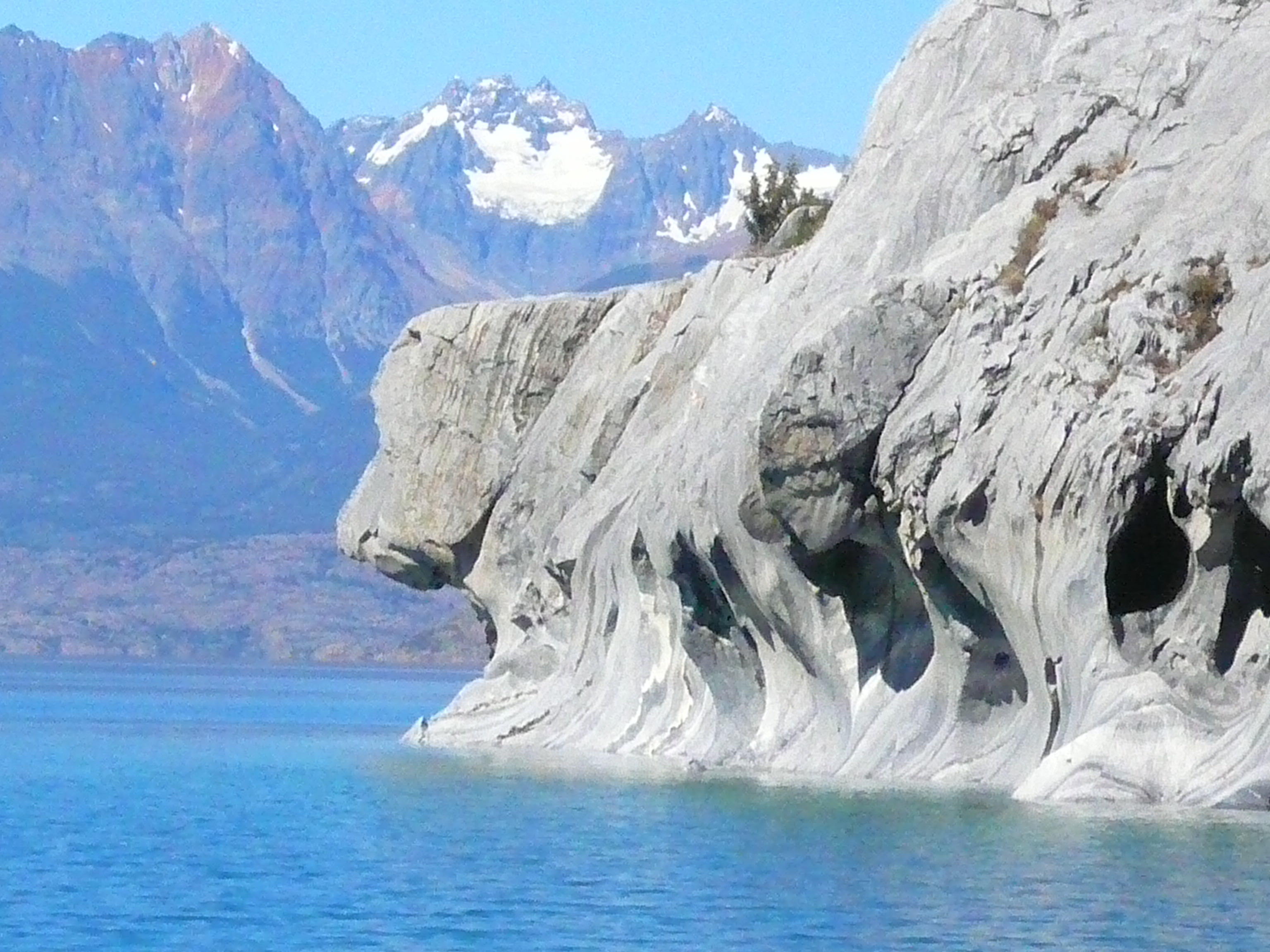
A „Márványkápolnák”
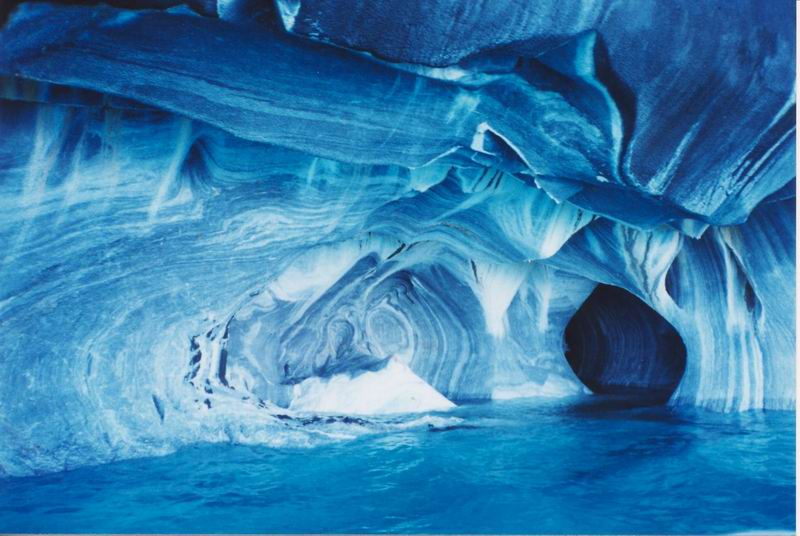
A „Márványkápolnák”